# Philodicus indicus
Philodicus indicus är en tvåvingeart som beskrevs av Joseph och Parui 1991. Philodicus indicus ingår i släktet Philodicus och familjen rovflugor. Inga underarter finns listade i Catalogue of Life.